# 国際刑事裁判所に関するローマ規程
国際刑事裁判所に関するローマ規程（こくさいけいじさいばんしょにかんするローマきてい、英語: Rome Statute of the International Criminal Court）は、国際刑事裁判所 (ICC) の構成、管轄犯罪、手続などを規定する国際条約。国際刑事裁判所ローマ規程、略してローマ規程 (The Rome Statute) 、ICC条約 (ICC Treaty)、ICC規程 (ICC Statute) とも呼ばれる。

## 沿革
1998年7月17日、ローマにおける国際刑事裁判所の設立に関する国際連合全権外交使節会議（通称ローマ会議）で、賛成120か国、反対7か国の多数で採択された。4年後の2002年7月1日、発効に必要な60か国以上の批准を受けて発効した。

## 締約国

締約国
未批准の署名国
後に脱退した締約国
後に署名を撤回した署名国
非加盟国

2025年7月現在の署名国は137か国、締約国は125か国である。

### 日本
日本は、本規程と同日の1998年7月17日に採択された国際刑事裁判所の設立に関する最終合意書に署名、締約国会議に参加するオブザーバー資格を獲得した。
その後、2007年（平成19年）4月27日、国会で本規程への加入が承認されるとともに、国際刑事裁判所に対する協力等に関する法律（協力法）が可決され成立した。同年5月11日、協力法は平成19年法律第37号として公布され、同年7月10日、その関連政令が公布された。そして、同月17日、日本は本規程への加入書を国連条約局に寄託し、10月1日付けで105番目の締約国となった。
なお、同年7月19日、協力法に関連して「国際刑事裁判所に対する協力等に関する法律による没収保全と滞納処分との手続の調整に関する政令」、「国際刑事裁判所に対する協力の手続に関する規則」（最高裁判所規則第8号）、「国際刑事裁判所の引渡しの請求に係る護送中の着陸があった場合における警察官による引渡対象者の拘束に関する手続を定める規則」（国家公安委員会規則第14号）が公布された。
同年10月1日、本規程が日本について効力を発生するとともに、協力法及び関連政令、規則等が全て施行された。

## 管轄
- 事項的管轄（対象犯罪）
  1. 集団殺害犯罪（ジェノサイド）
  2. 人道に対する犯罪
  3. 戦争犯罪
  4. 侵略犯罪 - 2010年の規程再検討会議で侵略の定義及び管轄権行使の手続きに関する改正条項が採択された。管轄権行使には別途諸条件を満たす必要があり、かかる要件が満たされる前提で、2017年1月1日以降、管轄権の行使が可能となる規定となっている[8]。

- 時間的管轄 - 国際刑事裁判所規程が発効した2002年7月1日以降に行われた犯罪に限り管轄権を有する。

### 管轄権行使の前提条件
次の場合には、国際刑事裁判所は上記の犯罪について管轄権を行使できる。
1. 犯罪行為地国が締約国である場合
2. 被疑者国籍国が締約国である場合
3. 犯罪行為地国または被疑者国籍国である非締約国が、国際刑事裁判所の管轄権を受諾する宣言を行った場合
4. 国連憲章第7章に基づいて行動する安全保障理事会が事態を国際刑事裁判所に付託した場合

### 管轄権行使の方法
以下の3通りの方法により、訴訟が提起される。
1. 締約国が国際刑事裁判所の検察官に事態を付託する
2. 国連憲章第7章に基づいて行動する安全保障理事会が国際刑事裁判所の検察官に事態を付託する
3. 国際刑事裁判所の検察官が捜査を開始する

上記1および3の場合は、前述の管轄権行使の前提条件のうち1-3のいずれかの条件を満たしていなければならない。

## 関連規則・文書等

### 手続きと証拠の規則
国際刑事裁判所規程に関する手続きと証拠の規則（Rules of Procedure and Evidence、以下、「手続き規則」）は、ローマ規程の実施に関する手続きと証拠の扱いに関する規則を詳細に網羅するものである。2000年7月12日の国際刑事裁判所に関する準備委員会（Preparatory Commission、略称PrepCom）の最終会合で採択され、2002年9月9日、締約国会議で正式に採択された。

### 犯罪の諸要素
犯罪の諸要素 (Elements of Crimes) は、本規程第5条に定められる集団殺害犯罪、人道に対する犯罪、戦争犯罪のそれぞれの管轄犯罪を該当する条項ごとに分け、それぞれの要素の確定を容易にする参照用の文書である。最終草案が、上記準備委員会の第5回会合（2000年6月12日-30日）で採択され、その後、第1回締約国会議において、2002年9月9日に正式に採択された。

### 裁判所規則
裁判所規則 (Regulations of the Court) は、本規程第52条に基づいて策定された規則である。2004年5月17日から5月28日の間、ハーグの国際刑事裁判所内で開かれた18名の判事による第5回全体会議で審議され、2004年5月26日に正式に採択された。なお、その後2005年3月9日の第6回会議で一部改正された。

### 規程改正条項
侵略犯罪に関する国際刑事裁判所ローマ規程の改正（Amendments on the crime of aggression to the Rome Statute of the International Criminal Court）は、カンパラで開かれた国際刑事裁判所規程再検討会議において審議され、2010年6月11日に当時の締約国111カ国のコンセンサスにより決議RC/Res.6として採択された。侵略犯罪の定義及び国際刑事裁判所の管轄権行使の諸条件を定める。。

## 最近の批准（2003年以降）
総数：125カ国
| No.  | 締約国                         | 署名           | 批准又は加入   | 発効          |
| ---- | ------------------------------ | -------------- | -------------- | ------------- |
| 88.  | アルバニア                     | 1998年7月18日  | 2003年1月31日  | 2003年5月1日  |
| 89.  | アフガニスタン                 | —              | 2003年2月10日  | 2003年5月1日  |
| 90.  | リトアニア                     | 1998年12月10日 | 2003年5月12日  | 2003年8月1日  |
| 91.  | ギニア                         | 2000年9月7日   | 2003年7月14日  | 2003年10月1日 |
| 92.  | ジョージア                     | 1998年7月18日  | 2003年9月5日   | 2003年12月1日 |
| 93.  | ブルキナファソ                 | 1998年11月30日 | 2004年4月16日  | 2004年7月1日  |
| 94.  | コンゴ共和国                   | 1998年7月17日  | 2004年5月3日   | 2004年8月1日  |
| 95.  | ブルンジ*脱退                  | 1999年1月13日  | 2004年9月21日  | 2004年12月1日 |
| 96.  | リベリア                       | 1998年7月17日  | 2004年9月22日  | 2004年12月1日 |
| 97.  | ガイアナ                       | 2000年12月28日 | 2004年9月24日  | 2004年12月1日 |
| 98.  | ケニア                         | 1999年8月11日  | 2005年3月15日  | 2005年6月1日  |
| 99.  | ドミニカ共和国                 | 2000年9月8日   | 2005年5月12日  | 2005年8月1日  |
| 100. | メキシコ                       | 2000年9月7日   | 2005年10月28日 | 2006年1月1日  |
| 101. | コモロ                         | 2000年9月22日  | 2006年8月18日  | 2006年11月1日 |
| 102. | セントクリストファー・ネイビス | —              | 2006年8月22日  | 2006年11月1日 |
| 103. | モンテネグロ                   | —              | 2006年10月23日 | 2006年6月3日  |
| 104. | チャド                         | 1999年10月20日 | 2006年11月1日  | 2007年1月1日  |
| 105. | 日本                           | —              | 2007年7月17日  | 2007年10月1日 |
| 106. | マダガスカル                   | 1998年7月18日  | 2008年3月14日  | 2008年6月1日  |
| 107. | スリナム                       | —              | 2008年7月15日  | 2008年10月1日 |
| 108  | クック諸島                     | —              | 2008年7月18日  | 2008年10月1日 |
| 109. | チリ                           | 1998年9月11日  | 2009年6月29日  | 2009年9月1日  |
| 110. | チェコ                         | 1999年4月13日  | 2009年7月21日  | 2009年10月1日 |
| 111. | バングラデシュ                 | 1999年9月16日  | 2010年3月23日  | 2010年6月1日  |
| 112. | セーシェル                     | 2000年12月28日 | 2010年8月10日  | 2010年11月1日 |
| 113. | セントルシア                   | 1999年8月27日  | 2010年8月18日  | 2010年11月1日 |
| 114. | モルドバ                       | 2000年9月8日   | 2010年10月12日 | 2011年1月1日  |
| 115. | グレナダ                       | —              | 2011年5月19日  | 2011年8月1日  |
| 116. | チュニジア                     | —              | 2011年6月24日  | 2011年9月1日  |
| 117. | フィリピン*脱退                | 2000年12月28日 | 2011年8月30日  | 2011年11月1日 |
| 118. | モルディブ                     | —              | 2011年9月21日  | 2011年12月1日 |
| 119. | カーボベルデ                   | 2000年12月28日 | 2011年10月10日 | 2012年1月1日  |
| 120. | バヌアツ                       | —              | 2011年12月2日  | 2012年2月1日  |
| 121. | グアテマラ                     | —              | 2012年4月2日   | 2012年7月1日  |
| 122. | コートジボワール               | 1998年11月30日 | 2013年2月15日  | 2013年5月1日  |
| 123. | パレスチナ                     | —              | 2015年1月2日   | 2015年4月1日  |
| 124. | エルサルバドル                 | —              | 2016年3月3日   | 2016年6月1日  |
| 125. | キリバス                       | —              | 2019年11月26日 | 2020年2月1日  |
| 126. | アルメニア                     | 1999年10月1日  | 2023年11月14日 | 2024年2月1日  |
| 127. | ウクライナ                     | 2000年1月20日  | 2024年10月25日 | 2025年1月1日  |